# Premochtherus ravus
Premochtherus ravus là một loài ruồi trong họ Asilidae. Premochtherus ravus được Lehr miêu tả năm 1996. Loài này phân bố ở vùng Cổ Bắc giới.